# New York Institute for the Humanities
Le New York Institute for the Humanities (ou NYIH, littéralement Institut de Lettres de New York) est une organisation affiliée à l'Université de New York (NYU). Cet institut a été fondé en 1976 par Richard Sennett, dans le but de promouvoir l'échange d'idées entre les membres de l'université, les professionnels et la société civile. L'institut organise régulièrement des séminaires ouverts au public, ainsi que des meetings regroupant quelque 150 confrères.